# Зуб Валерій Олексійович
Зуб Валерій Олексійович  (нар. 4 березня 1970, смт Варва, Чернігівська область) — український лікар і політик, Народний депутат України 9-го скликання від партії «Слуга народу», в минулому - генеральний директор КНП "Чернігівський медичний центр сучасної онкології", головний онколог міста. Заслужений лікар України, доктор медичних наук, доцент кафедри фізичної реабілітації в Національному університеті "Чернігівська політехніка". Член Європейської та Міжнародної асоціації онкогінекологів.
Переміг у позачергових виборах до Верховної Ради України 21 липня 2019 на одномандатному виборчому окрузі № 209 у Чернігівські області як представник партії «Слуга народу», набравши 30,29 % (21318 голосів).

## Життєпис
Зуб Валерій Олексійович народився в смт. Варва Чернігівської області 04 березня 1970 року. В 1987 р. після закінчення «на відмінно» Варвинської середньої школи, вступив на 1 курс Полтавського медичного стоматологічного інституту.
1988-1989 роки – служба в лавах Радянської армії.
1991-1993 рр. – працював на посаді медичної сестри пульмонологічного відділення міської лікарні №1 м. Полтави.
У 1994 році з відзнакою закінчив повний курс Полтавського державного медичного стоматологічного інституту за фахом лікувальна справа (диплом КМ №900105).
01.08.1994-28.07.1997 рр. – інтернатура на базі Київської медичної академії післядипломної освіти, Чернігівського міського пологового будинку та Чернігівського обласного онкологічного диспансеру, по закінченню якої присвоєна кваліфікація лікаря акушер-гінеколога (сертифікат №41).
1997 р. – розподілений в Чернігівський обласний онкологічний диспансер лікарем-ординатором гінекологічного відділення. У 1997 р. був переведений на посаду завідувача ОМК, а в 1998 р. – лікаря онкогінеколога гінекологічного відділення.
З 2002 р. – голова осередку Всеукраїнської федерації молодих медиків в Чернігівській області.
2002-2006 рр. – депутат Чернігівської міської ради 4 скликання. Також депутат Чернігівської обласної ради 5 та 6 скликань, голова постійної комісії з питань охорони здоров`я та захисту населення від наслідків аварії на ЧАЕС обласної ради.
Листопад-грудень 2003 р. – стажування в Республіці Польща в інституті «Центр здоров`я польської жінки» на циклах «Лапароскопічні операції в гінекології» та «Вагінальні операції».
2003-2005 рр. – стажування на посаді заступника начальника управління охорони здоров`я ОДА.
З 2004 р. – голова Чернігівської міської громадської організації «Чернігівська федерація молодих медиків».
Листопад 2006 р. – стажування в Міжнародному центрі ендоскопічної хірургії у Франції.
2006-2015 рр. – завідувач поліклінічним відділенням Чернігівського обласного онкологічного диспансеру.
2006 р. – курси спеціалізації та передатестаційний цикл на базі Національної медичної академії післядипломної освіти ім. П.Л. Шупика МОЗ України за спеціальністю «Організація і управління охороною здоров`я».
2009 р. – закінчив Чернігівський національний технологічний університет за спеціальністю «Державна служба».
2010 р. – присвоєння відзнаки «Трудова слава».
2012 р. – присудження наукового ступеня «кандидат медичних наук».
2015 р. – призначений на посаду головного лікаря Чернігівського обласного онкологічного диспансеру.
2015 р. –  по сьогоднішній час – доцент кафедри фізичної реабілітації в Національному університеті «Чернігівська політехніка».
2016 р. – присвоєння почесного звання «Заслужений лікар України».
Травень 2019 р. – серпень 2019 р. - генеральний директор в КНП «Чернігівський медичний центр сучасної онкології» (посаду головний лікар перейменовано на генеральний директор у зв`язку з реорганізацією).
2019 р. – по сьогоднішній час – народний депутат України, голова підкомітету з питань профілактики та боротьби з онкологічними захворюваннями Комітету Верховної Ради з питань здоров`я нації, медичної допомоги та медичного страхування.
2020 р. – закінчив Чернігівський національний технологічний університет за програмою «Управління персоналом та економіка праці».
2021 р. – по сьогоднішній час – Голова Наглядової ради ДНП «Національний інститут раку».
2022 р. – по сьогоднішній час – Голова Правління ГО «Національна асоціація онкологів України».
2022 р. – по сьогоднішній час – член Вченої Ради Української федерації професійних медичних об`єднань.
Член Європейської та Міжнародної асоціації онкогінекологів, учасник багатьох вітчизняних та зарубіжних конференцій з проблем онкологічних захворювань, променевої терапії в онкологічних хворих, судинних захворювань тощо. Автор численних наукових праць. Ініціював запровадження в області нових методів оперативного втручання на органах репродуктивної системи. Організатор та ведучий науково-практичних семінарів. 
2024 р. - присудження наукового ступеня "доктор медичних наук". 

## Політична та громадська діяльність
- З 2004 року голова Чернігівської міської громадської організації «Чернігівської федерації молодих медиків».
- Депутат Чернігівської міської ради 4 скликання (2002—2006 роки).
- Депутат Чернігівської обласної ради 5-го (БЮТ) та 6-го скликань (ПР), голова постійної комісії з питань охорони здоров‘я та захисту населення від наслідків аварії на ЧАЕС обласної ради.
- Кандидат до Чернігівської обласної ради 7-го скликання від БПП[4].
- У 2019 році обраний Народним депутатом України від партії «Слуга народу»[5].

Переміг у позачергових виборах до Верховної Ради України 21 липня 2019 на одномандатному виборчому окрузі № 209 у Чернігівські області, як представник партії «Слуга народу», набравши 30,29 % (21318 голосів). На другому місці в цьому окрузі виявився нардеп-самовисуванець Олександр Кодола – за нього віддали голоси 26,23 % виборців (18464 голоси).
Член Комітету Верховної Ради з питань здоров'я нації, медичної допомоги та медичного страхування, голова підкомітету з питань профілактики та боротьби з онкологічними захворюваннями.
Співголова групи з міжпарламентських зв'язків з Республікою Північна Македонія. Член групи з міжпарламентських зв'язків з наступними країнами: Республікою Польща, Азербайджанською Республікою, Швейцарською Конфедерацією, Литовською Республікою, Японією, Канадою.

## Нагороди
1) Почесна Грамота Міністерства освіти і науки України від 20 лютого 2004 р. №86886.
2) Грамота від Чернігівського обласного онкологічного диспансеру від 15.06.2007 року.
3) Почесна Грамота Чернігівської обласної ради (жовтень, 2007 рік та січень, 2023 рік).
4) Грамота Верховної Ради України від 13 жовтня 2009 року №927 та від 05 жовтня 2018 року №684-К.
5) Почесна Грамота Кабінету Міністрів України від 30 жовтня 2009 року № 18709.
6) Почесна відзнака «Трудова слава» від Міжнародного Академічного Рейтингу (березень, 2010 рік).
7) Подяка Міністерства охорони здоров`я України від 22 вересня 2013 року №76-Кн.
8) Почесна Грамота Управління охорони здоров`я Чернігівської ОДА від 13 червня 2016 року №46-Н та від 06 червня 2017 року №56-Н.
9) Знак народної пошани – орден «Зірка Слави та Заслуг» Всеукраїнського об`єднання громадян «Країна» від 04 жовтня 2018 року.
10) Почесна Грамота Чернігівського обласного відділення Українського національного фонду допомоги інвалідам Чорнобиля від 23 лютого 2019 року.